# Скінфаксі та Грімфаксі

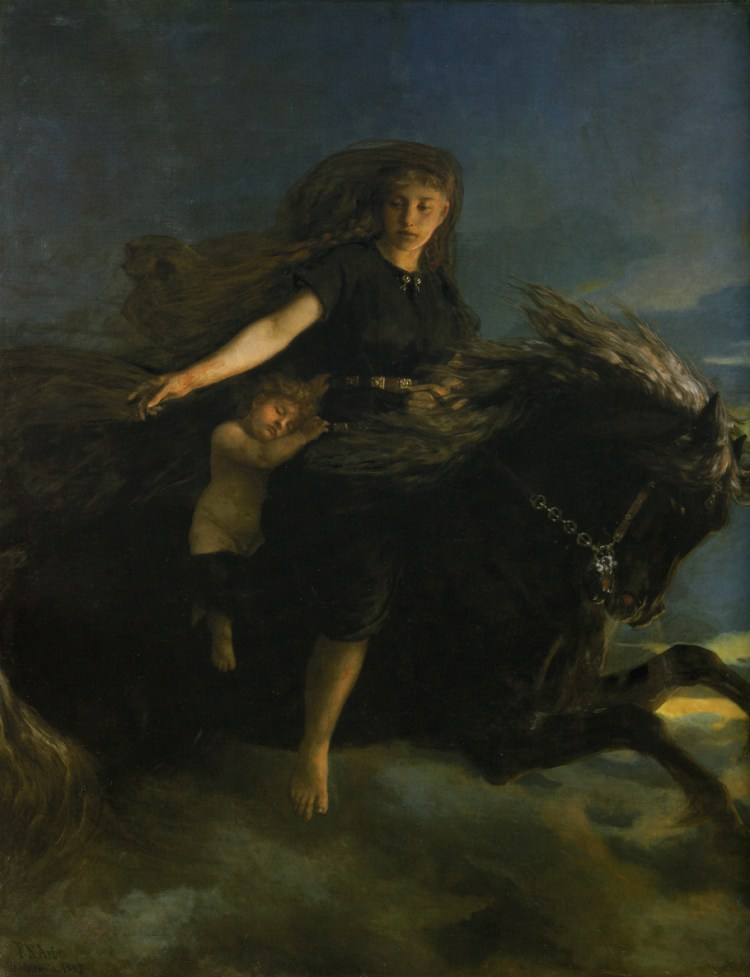
Нотт верхи на Грімфаксі, Петер Арбо

Скінфаксі та Грімфаксі (Skinfaxi — «сяюча грива», Hrímfaxi — «крижана грива») — в скандинавській міфології коні, що відповідають за появу дня та ночі. 

## Етимологія
У скандинавській міфології Грімфаксі та Скінфаксі відповідно означають гриву морозу (або «гриву льоду») та сяючу гриву. 
Назви коней, що закінчуються «факсі» (грива), досить поширені в нордичній міфології. За словами Реґіса Бойєра, ці два імені, ймовірно, належать до скальдичної поезії.

## Міфологія
Коні відігравали важливу роль у норвезькій міфології. Так, до прикладу, без Скіфаксі та Грімфаксі на Землі не було б ні світла, ні темряви, оскільки ці двоє відповідали за створення дня та ночі.
Після того, як боги створили світ, вони розмістили Сонце та Місяць у небі. Потім вони творили день і ніч. Бог Одін сказав Нотт — богині ночі, щоб та осідлала коня Грімфаксі та іздила із ним по небу. Син Нотт на ім'я Даґ отримав владу над Скінфаксі. 

## Походження
На думку Реґіса Бойєра, міф про коней дня та ночі з давніх часів належав до скандинавської міфології, тому логічно, що Грімфаксі та Скінфаксі відносяться до вірувань набагато давніших, ніж ті першоджерела, в яких вони записані. 
Вважається, що міф бере свій початок з релігії країн Північної Європи в добу бронзи. Ця доба має надійні докази вірувань, що стосуються коня, який стріляє сонцем у небо. Сонячна колісниця Трундгольма тягне за собою одного коня, і, можливо, другий кінь повернеться через небо із заходу на схід. Арвак і Альсвід — два коні, що тягнуть колісницю Соль — богині сонця. 

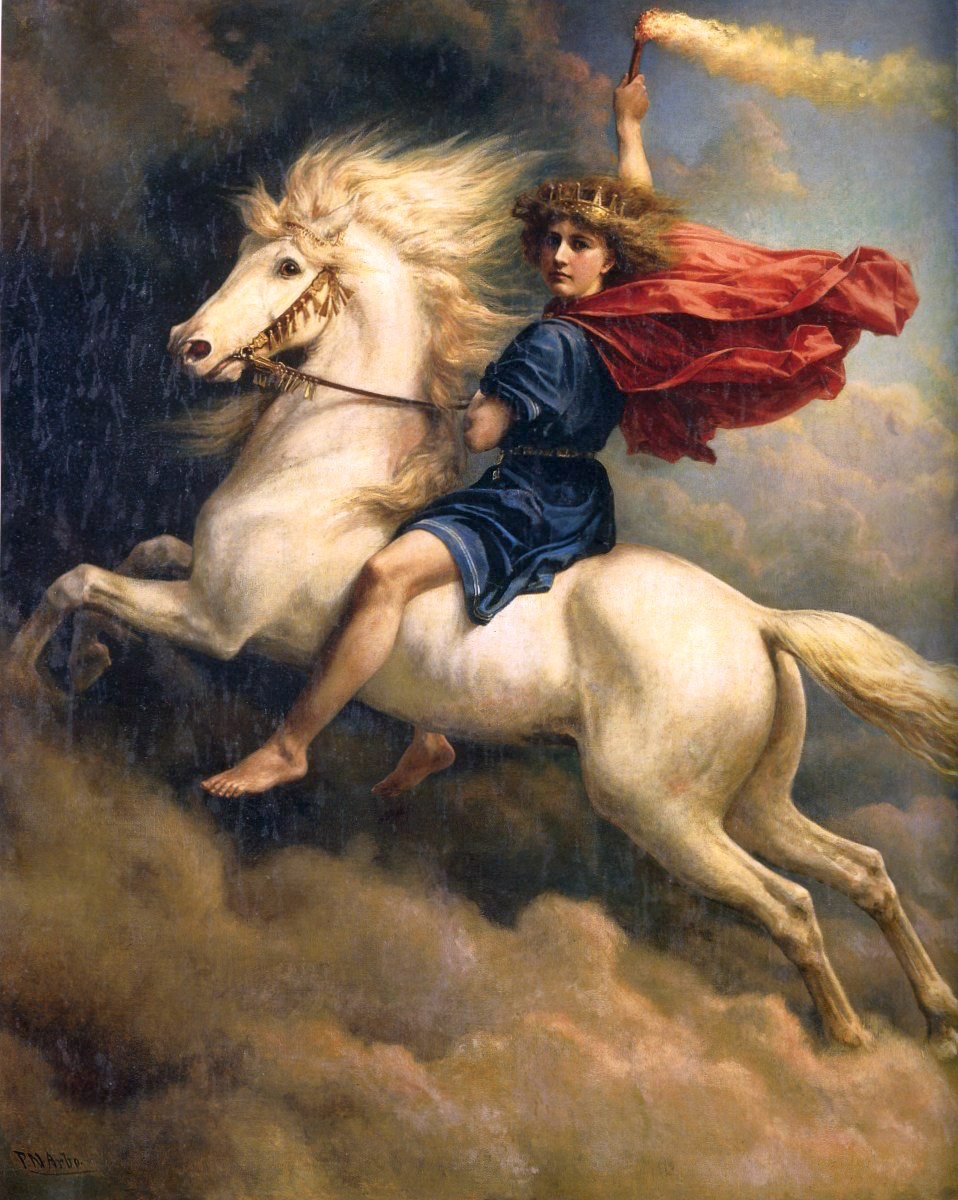
Даґ на Скінфаксі від Петера Арбо

## Згадки
Ці коні згадуються у Старшій Едді (Бесіда з Вафтрудніром): 
Строфа 11
| Вафтруднір мовив: "Скажи мені, Гаґнрад, якщо вже стояти волієш і мудрістю мірятись, як зветься кінь, що возить на спині день для людей?" |

Строфа 12
| Одін промовив: "Скінфаксі зветься, він ясную днину людям везе; найкращим конем із гривою світлою вважається він у хрейдготів". |

Строфа 13
| Вафтруднір мовив: "Скажи мені, Гаґнрад, якщо вже стояти волієш і мудрістю мірятись, хто той жеребчик, зі сходу що возить ніч для богів?" |

Строфа 14
| Одін промовив: "Хрімфаксі той кінь, що ніч доставляє для добрих богів; піна з вудил його крапає вранці; звідти роса у долинах" |

Також з'являється у версії Сноррі Стурлусона (Видіння Ґюльві): 
Строфа 10:
| Ньорві чи Нарві звался велетень, що жив у Йотунгеймі. Була в нього донька, від народження чорна та сутінкова, на ім'я Ніч. Чоловіком її була людина на ім'я Нагльфарі, а сина їх звали Ауд. Потім був її чоловіком Анар, донька їх звалась Землею. А останнім чоловіком був Деллінґ з роду асів. Сина їх звали День і дав їм двох коней і дві колісниці й послав їх у небо, щоб раз за добу проїжджали вони всю землю. Спереду несеться Ніч, керує конем Грімфаксі... А коня Дня звали Скінфаксі... |